# Arroyo Huey
El arroyo Huey es un arroyo de agua de deshielo de 2 kilómetros de longitud en la Tierra de Victoria situado en la Antártida Oriental. Fluye hacia el sur desde un campo de hielo al oeste del monte Falconer y desemboca en el lago Fryxell en el valle Taylor en la costa centronorte.
El arroyo Huey debe su nombre a sugerencia de la hidróloga estadounidense Diane Marie McKnight, jefa del equipo del Servicio Geológico de los Estados Unidos (USGS) que examinó el sistema fluvial del lago Fryxell en el valle Taylor entre 1987 y 1994. El nombre que ella le dio proviene de los helicópteros Bell UH-1, extraoficialmente también llamados Huey, que se utilizaron como parte del escuadrón de vuelo VXE-6 para apoyar el trabajo del USGS en el valle Taylor.

## Enlaces web
- Esta obra contiene una traducción total derivada de «Huey Creek» de Wikipedia en alemán, concretamente de esta versión del 17 de octubre de 2024, publicada por sus editores bajo la Licencia de documentación libre de GNU y la Licencia Creative Commons Atribución-CompartirIgual 4.0 Internacional.
- Huey Creek en geographic.org (en inglés)

- Datos: Q5929348
- Multimedia: Huey Creek / Q5929348